# Тулой (село)
Тулой — село в Турочакском муниципальном районе Республики Алтай России. Входит в состав Кебезенского сельского поселения.

## География
Село расположено на севере Республики Алтай, в горнотаёжной зоне и находится на берегу реки Бия, на месте впадения её притока реки Тулой. Уличная сеть состоит из пяти географических объектов: ул. Береговая, ул. Имени Виктора Кыргызова, ул. Промышленная, ул. Строительная, ул. Центральная.
Центральная часть населённого пункта расположена на высоте 462 метра над уровнем моря.

## Население
| 2010 | 2011 | 2012 | 2013 | 2014 | 2015 |
| ---- | ---- | ---- | ---- | ---- | ---- |
| 224  | ↗225 | ↘223 | ↗225 | ↘217 | ↘198 |
| 2016 |      |      |      |      |      |
| ↘196 |      |      |      |      |      |

## Инфраструктура
Неполная средняя школа, при ней небольшой музей; сельский дом культуры, ФАП, магазины.
В советское время действовал колхоз.

## Транспорт
В село ведут две дороги: 1) Горно-Алтайск-Артыбаш; 2) Бийск-Артыбаш.